# یایجی
یایجی (به ترکی آذربایجانی: Yaycı) منطقه‌ای مسکونی در جمهوری آذربایجان است که در شهرستان جلفا واقع شده‌است. یایجی ۵٬۹۷۹ نفر جمعیت دارد. این منطقه مسکونی در ساحل شمالی رود ارس و در مجاورت مرز ایران قرار دارد. اکثر ساکنان یایچی به مشاغل مرتبط با کشاورزی و دامداری مشغول‌اند.